# Dobrova, Krško
Dobrova je naselje v Mestni občini Krško. V vasi sta v srednjem veku stala dva gradova – Tvarog in Šperenberk (slednji domnevno), od katerih so danes le zelo skromni ostanki. V vasi je bila rojena tudi Jerca Pertnač, mati italijanskega nadškofa in nuncija Giovannija Morettija (1923–2018).